# Monomacra bumeliae
Monomacra bumeliae är en skalbaggsart som först beskrevs av Schaeffer 1905.  Monomacra bumeliae ingår i släktet Monomacra och familjen bladbaggar. Inga underarter finns listade i Catalogue of Life.